# Hyphydrus delibatus
Hyphydrus delibatus is een keversoort uit de familie waterroofkevers (Dytiscidae). De wetenschappelijke naam van de soort is voor het eerst geldig gepubliceerd in 1947 door Guignot.